# 縄文時代の遺跡一覧
縄文時代の遺跡一覧（じょうもんじだいのいせきいちらん）は日本列島の縄文時代の代表的な遺跡を一覧形式でまとめたものである。
貝塚については日本の貝塚一覧も参照。

## 凡例
この一覧はすべての縄文時代遺跡を網羅したものではない。

## 北海道・東北地方
- 北海道
  - 船泊遺跡（礼文町）
  - 戸井貝塚（函館市）
  - 著保内野遺跡（函館市）
  - 垣ノ島遺跡（函館市）—世界遺産「北海道・北東北の縄文遺跡群」構成資産
  - 大船遺跡（函館市）—世界遺産「北海道・北東北の縄文遺跡群」構成資産
  - サイベ沢遺跡（函館市）
  - 中野A遺跡（函館市）
  - 中野B遺跡（函館市）
  - コタン温泉遺跡（八雲町）
  - 鷲ノ木遺跡（森町）
  - 東山1遺跡（岩内町）
  - 北黄金貝塚（伊達市）—世界遺産「北海道・北東北の縄文遺跡群」構成資産
  - 忍路環状列石（小樽市）
  - カリンバ遺跡(恵庭市)
  - 東釧路貝塚(釧路市)
- 青森県
  - 三内丸山遺跡（青森市）—世界遺産「北海道・北東北の縄文遺跡群」構成資産
  - 小牧野遺跡（青森市）—世界遺産「北海道・北東北の縄文遺跡群」構成資産
  - 亀ヶ岡遺跡（つがる市）—世界遺産「北海道・北東北の縄文遺跡群」構成資産
  - 是川遺跡（八戸市）—世界遺産「北海道・北東北の縄文遺跡群」構成資産
  - 風張1遺跡（八戸市）
  - 日計遺跡（八戸市）
  - 大平山元I遺跡（外ヶ浜町）—世界遺産「北海道・北東北の縄文遺跡群」構成資産
- 岩手県
  - 御所野遺跡（一戸町）—世界遺産「北海道・北東北の縄文遺跡群」構成資産
  - 萪内遺跡（盛岡市）
  - 手代森遺跡（盛岡市）
  - 綾織新田遺跡（遠野市）
  - 大清水上遺跡（奥州市）
  - 貝鳥貝塚（一関市）
  - 大洞貝塚（大船渡市）
  - 中沢浜貝塚（陸前高田市）
- 秋田県
  - 大湯環状列石（後期、鹿角市）—世界遺産「北海道・北東北の縄文遺跡群」構成資産
  - 杉沢台遺跡（前期、能代市）
  - 伊勢堂岱遺跡（後期、北秋田市）—世界遺産「北海道・北東北の縄文遺跡群」構成資産
  - 虫内遺跡（前期・晩期、横手市）
  - 上ノ山II遺跡（前期、大仙市）
  - 岩井堂洞窟（早期 - 古代、湯沢市）
  - 池内遺跡（前期、大館市）
  - 岩瀬遺跡（草創期 - 中期、横手市）
  - 一丈木遺跡（中期、美郷町）
  - 天戸森遺跡（中期、鹿角市）
  - 上掵遺跡（前期、東成瀬村）
  - 根羽子沢遺跡（前期、横手市）
- 宮城県
  - 田柄貝塚（後期、気仙沼市）
  - 前浜貝塚（後期 - 晩期、気仙沼市）
  - 山王囲遺跡（栗原市）
  - 糠塚貝塚（前期 - 後期、登米市）
  - 里浜貝塚（前期 - 晩期、東松島市）
  - 中沢目貝塚（後期 - 晩期、大崎市）
  - 恵比須田遺跡（大崎市）
  - 長根貝塚（早期末 - 晩期、涌谷町）
  - 泉沢貝塚（石巻市）
  - 大木囲貝塚（前期 - 中期、七ヶ浜町）
  - 三神峯遺跡（前期 - 中期、仙台市）
  - 小梁川遺跡（早期 - 中期、七ヶ宿町）
  - 大梁川遺跡（中期 - 後期、七ヶ宿町）
  - 山田上ノ台遺跡（仙台市）
  - 上川名貝塚（柴田町）
  - 梁瀬浦遺跡（中期 - 晩期、角田市）
- 山形県
  - 西ノ前遺跡（舟形町）
  - 水木田遺跡（最上町）
  - 高瀬山遺跡（寒河江市）
  - 日向洞窟（高畠町）
  - 押出遺跡（高畠町）
  - 一ノ坂遺跡（米沢市）
- 福島県
  - 宮畑遺跡（福島市）
  - 和台遺跡（福島市）
  - 古代の村（郡山市）
  - 三貫地貝塚（新地町）
  - 塩沢上原A遺跡（二本松市）
  - 荒屋敷遺跡（三島町）

## 関東地方

### 茨城県
- 陸平貝塚（美浦村）
- 泉原貝塚（日立市）
- 南高野貝塚（日立市）
- 柳崎貝塚（水戸市）

### 栃木県
- 根古谷台遺跡（宇都宮市）
- 寺野東遺跡（小山市）
- 篠山貝塚（栃木市）
- 藤岡神社遺跡(栃木市)

### 群馬県
- 頼母子遺跡（板倉町）
- 寺西貝塚（板倉町）
- 権現沼貝塚群（板倉町）
- 三原田遺跡（渋川市）
- 黒井峯遺跡（渋川市）
- 白井遺跡群（渋川市）
- 藤岡北山遺跡（藤岡市）
- 岩宿遺跡C地点（桐生市）
- 千網谷戸遺跡（桐生市）
- 普門寺遺跡（桐生市）
- 天神原遺跡（安中市）
- 善上遺跡（高山村）
- 茅野遺跡（榛東村）

### 埼玉県
- 前窪遺跡（さいたま市浦和区）
- 寿能遺跡（さいたま市大宮区）
- 南鴻沼遺跡（さいたま市中央区）
- 大谷場貝塚（さいたま市南区）
- 明花遺跡（さいたま市南区）
- 広ヶ谷戸・稲荷越遺跡（さいたま市南区）
- 本杢遺跡（さいたま市桜区）
- 馬場小室山遺跡（さいたま市緑区）
- 南中野遺跡（さいたま市見沼区）
- 真福寺貝塚（さいたま市岩槻区）
- 安行猿貝貝塚（川口市）
- 新郷貝塚（川口市）
- 関山貝塚（蓮田市）
- 黒浜貝塚（蓮田市）
- 市場坂遺跡（新座市）
- 水子貝塚（富士見市）
- 上福岡貝塚（ふじみ野市）
- 花積貝塚（春日部市）
- 神明貝塚（春日部市）
- 打越遺跡（富士見市）
- 吹上貝塚（和光市）
- 宮林遺跡（深谷市）
- 小岩井渡場遺跡（飯能市）
- 雅楽谷遺跡（蓮田市）
- 平松台遺跡（小川町）
- 将監塚古井戸遺跡（本庄市）
- 橋立岩陰遺跡（秩父市）
- 高麗村石器時代住居跡（日高市）
- 地蔵院遺跡（宮代町）

### 千葉県
- 取掛西貝塚（船橋市）
- 鹿島前遺跡（我孫子市）
- 加曾利貝塚（千葉市）
- 園生貝塚（千葉市）
- 阿玉台貝塚（香取市）
- 堀之内貝塚（市川市）
- 曾谷貝塚(市川市)
- 姥山貝塚（市川市）
- 加茂遺跡（南房総市）
- 山武姥山貝塚（横芝光町）

### 東京都
- 大森貝塚（大田区・品川区）
- 代々木八幡遺跡（渋谷区）
- 井草遺跡（杉並区）
- 塚山遺跡（杉並区）
- 伊皿子貝塚（港区）
- 亀塚公園（港区）
- 本村町貝塚（港区）
- 三田台公園（港区）
- お茶の水貝塚（文京区）
- 伊興遺跡（足立区）
- 久ヶ原遺跡（大田区）
- 桜木遺跡（世田谷区）
- 下野谷遺跡（西東京市）
- 武蔵野公園低湿地遺跡（小金井市）
- 野川中洲北遺跡（小金井市）
- 中山谷遺跡（小金井市）
- 前原遺跡（小金井市）
- 西之台遺跡（小金井市）
- はけうえ遺跡（小金井市）
- 貫井南遺跡（小金井市）
- 貫井遺跡（小金井市）
- 下宅部遺跡（東村山市）
- 椚田遺跡(八王子市)
- 中田遺跡（八王子市）
- 本町田遺跡（町田市） - 縄文から弥生時代の複合遺跡
- なすな原遺跡(町田市)
- 多摩ニュータウンNo.57遺跡（多摩市） - 多摩ニュータウン開発中に発掘された遺跡

### 神奈川県
- 諸磯貝塚（三浦市）
- 勝坂遺跡（相模原市）
- 川尻石器時代遺跡（相模原市）
- 寸沢嵐石器時代遺跡（相模原市）
- 鵜ヶ島台遺跡（三浦市）
- 五領ヶ台貝塚（平塚市）
- 夏島貝塚（横須賀市）
- 茅山貝塚（横須賀市）
- 子母口貝塚（川崎市高津区）
- 宿河原縄文時代低地遺跡（川崎市多摩区）
- 下原遺跡（川崎市多摩区）
- 権現台遺跡（川崎市多摩区）
- 長尾台遺跡（川崎市多摩区）
- 長尾鯉坂遺跡（川崎市宮前区）
- 小仙塚貝塚（横浜市鶴見区）
- 菊名貝塚（横浜市港北区）
- 師岡貝塚（横浜市港北区）
- 北川貝塚（横浜市都筑区）
- 花見山遺跡（横浜市都筑区）
- 称名寺貝塚（横浜市金沢区）
- 野島貝塚（横浜市金沢区）
- 元町貝塚（横浜市中区）
- 山手貝塚（横浜市中区）
- 平台貝塚（横浜市中区）
- 岡田遺跡（高座郡寒川町）

## 中部地方
- 新潟県
  - 長者ヶ原遺跡（糸魚川市）
  - 寺地遺跡（糸魚川市）
  - 六反田南遺跡(糸魚川市)
  - 馬高遺跡（長岡市）
  - 三十稲場遺跡（長岡市）
  - 籠峰遺跡（上越市）
  - 分谷地遺跡
  - 青田遺跡
  - 小瀬ヶ沢洞窟
  - 室谷洞窟
  - 笹山遺跡（十日町市）
  - 野首遺跡（十日町市）
  - 沖ノ原遺跡（津南町）
  - 道尻手遺跡(津南町)
  - 堂平遺跡(津南町)
- 富山県
  - 桜町遺跡（小矢部市）
  - 長山遺跡（富山市）
  - 布尻遺跡（富山市）
  - 井口遺跡(南砺市)
- 石川県
  - 真脇遺跡（能登町）
  - チカモリ遺跡（金沢市）
  - 中屋遺跡(金沢市)
  - 中屋サワ遺跡(金沢市)
  - 御経塚遺跡（野々市市）
  - 下野遺跡(白山市)
  - 長竹遺跡(白山市)
- 福井県
  - 糞置遺跡（福井市）
  - 鳥浜貝塚（若狭町）
  - 桑野遺跡（あわら市）
- 山梨県
  - 金生遺跡（北杜市）
  - 神取遺跡（北杜市）
  - 酒呑場遺跡（北杜市）
  - 津金御所前遺跡（北杜市）
  - 釈迦堂遺跡（笛吹市）
  - 一の沢遺跡（笛吹市）
  - 花鳥山遺跡（笛吹市）
  - 殿林遺跡（甲州市）
  - 安道寺遺跡（甲州市）
  - 鋳物師屋遺跡（南アルプス市）
  - 牛石遺跡（都留市）
  - 古屋敷遺跡（富士吉田市）
  - 池之元遺跡（富士吉田市）
- 長野県
  - 宮崎遺跡（長野市）
  - 井戸尻遺跡（富士見町）
  - 尖石遺跡（茅野市）
  - 棚畑遺跡（茅野市）
  - 上原遺跡（大町市）
  - 阿久遺跡（原村）
  - 大深山遺跡（川上村）
  - 栃原岩陰遺跡（北相木村）
  - 氷遺跡（小諸市）
  - 藤内遺跡（富士見町）
  - 新道遺跡（富士見町）
  - 曾利遺跡（富士見町）
  - 狢沢遺跡（富士見町）
  - 九兵衛尾根遺跡（富士見町）
  - 川原田遺跡（御代田町）
  - 中村中平遺跡（飯田市）
- 岐阜県
  - 塚原遺跡（関市）
  - 炉畑遺跡（各務原市）
  - 塩屋金清神社遺跡(飛騨市)
  - 中野山越遺跡(飛騨市)
  - 北裏遺跡(可児市)
- 静岡県
  - 宇佐美遺跡（伊東市）
  - 大塚遺跡（伊豆市）
  - 上白岩遺跡（伊豆市）
  - 上山地遺跡（長泉町）
  - 木島遺跡（富士市）
  - 蜆塚遺跡（浜松市）
  - 清水天王山遺跡(静岡市)
  - 清水柳北遺跡（沼津市）
  - 大鹿窪遺跡（富士宮市）
  - 千居遺跡（富士宮市）
  - 段間遺跡（河津町）
  - 西貝塚（磐田市）
  - 若宮遺跡（富士宮市）
- 愛知県
  - 吉胡貝塚（田原市）
  - 伊川津貝塚（田原市）
  - 保美貝塚（田原市）
  - 織田井戸遺跡（小牧市）
  - 酒呑ジュリンナ遺跡（豊田市）
  - 今朝平遺跡(豊田市)
  - 枯木宮(寺津)貝塚（西尾市）
  - 真宮遺跡(岡崎市)
  - 先苅貝塚(南知多町)
  - 馬見塚遺跡(一宮市)

## 近畿地方
- 三重県
  - 粥見井尻遺跡（松阪市）
  - 天白遺跡（松阪市）
  - 大鼻遺跡（亀山市）
  - 坂倉遺跡（多気町）
  - 森添遺跡（度会町）
- 滋賀県
  - 葛籠尾崎湖底遺跡（長浜市）
  - 粟津湖底遺跡（大津市）
  - 滋賀里遺跡（大津市）
  - 相谷熊原遺跡（東近江市）
  - 杉沢遺跡（米原市）
  - 入江内湖遺跡(米原市)
  - 服部遺跡（守山市）
  - 赤野井湾遺跡(守山市)
  - 弘部野遺跡（高島市）
  - 北仰西海道遺跡（高島市）
  - 松原内湖遺跡(彦根市)
  - 大中の湖遺跡(近江八幡市)
  - 長命寺湖底遺跡(近江八幡市)
- 京都府
  - 浜詰遺跡（京丹後市）
  - 浦入遺跡（舞鶴市）
  - 桑飼下遺跡（舞鶴市）
  - 北白川縄文遺跡群（京都市）
  - 上里遺跡（京都市）
  - 森山遺跡（城陽市）
  - 森本遺跡（向日市）
- 大阪府
  - 長原遺跡（大阪市）
  - 森ノ宮遺跡（大阪市）
  - 穂積遺跡（豊中市）
  - 池島・福万寺遺跡（東大阪市、八尾市）
  - 久宝寺遺跡（八尾市）
  - 恩智遺跡（八尾市）
  - 亀井北遺跡（八尾市、大阪市）
  - 日下貝塚（東大阪市）
  - 馬場川遺跡（東大阪市）
  - 鬼塚遺跡（東大阪市）
  - 鬼虎川遺跡（東大阪市）
  - 縄手遺跡（東大阪市）
  - 宮ノ下遺跡（東大阪市）
  - 神並遺跡（東大阪市）
  - 向出遺跡（阪南市）
  - 更良岡山遺跡（四條畷市）
  - 讃良川遺跡（四条畷市）
  - 砂遺跡（四条畷市）
  - 船橋遺跡（柏原市、藤井寺市）
  - 四ッ池遺跡（堺市）
  - 西浦橋遺跡（堺市）
  - 讃良郡条里遺跡（寝屋川市）
  - 仏並遺跡（和泉市）
  - 神宮寺遺跡（交野市）
  - 穂谷遺跡（枚方市）
  - 国府遺跡（藤井寺市）
  - 淡輪遺跡（岬町）
- 兵庫県
  - 大歳山遺跡(神戸市)
  - 元住吉山遺跡(神戸市)
  - 大開遺跡(神戸市)
  - 篠原中町遺跡(神戸市)
  - 土井遺跡（丹波市）
  - 見蔵岡遺跡(豊岡市)
  - 辻遺跡(豊岡市)
  - 片吹遺跡(たつの市)
  - 丁・柳ヶ瀬遺跡(姫路市)
  - 坂元遺跡(加古川市)
  - 口酒井遺跡(伊丹市)
  - 佃遺跡(淡路市)
- 奈良県
  - 橿原遺跡（橿原市）
  - 観音寺本馬遺跡（橿原市、御所市）
  - 竹内遺跡（葛城市）
  - 布留遺跡（天理市)
  - 八条北遺跡（大和郡山市・天理市）
  - 中西遺跡（御所市）
  - 伏見遺跡（御所市）
  - 宮滝遺跡（吉野町）
  - 宮の平遺跡（川上村）
  - 大川遺跡（山添村）
  - 上津大片刈遺跡（山添村）
  - 桐山和田遺跡（山添村）
  - 広瀬遺跡（山添村）
- 和歌山県
  - 鳴神貝塚（和歌山市）
  - 川辺遺跡（和歌山市）
  - 太田・黒田遺跡（和歌山市）
  - 溝ノ口遺跡（海南市）
  - 高山寺貝塚（田辺市）
  - 徳蔵地区遺跡（みなべ町）
  - 瀬戸遺跡（白浜町）
  - 鷹島遺跡（広川町）
  - 下尾井遺跡(北山村)

## 中国・四国地方
- 鳥取県
  - 常松菅田遺跡（鳥取市） - 縄文から弥生、古墳時代の複合遺跡
  - 智頭枕田遺跡（智頭町） - 縄文から奈良、平安時代の複合遺跡
- 島根県
  - 島根大学構内遺跡（松江市）
  - 原山遺跡（出雲市）
  - 京田遺跡(出雲市)
  - 田中ノ尻遺跡（益田市）
- 岡山県
  - 南溝手遺跡（総社市）
  - 朝寝鼻貝塚（岡山市）
  - 津雲貝塚（笠岡市）
  - 高島黒土遺跡  (笠岡市)
  - 彦崎貝塚（岡山市）
  - 黄島貝塚（瀬戸内市）
  - 中津貝塚(倉敷市)
  - 羽島貝塚(倉敷市)
  - 里木貝塚(倉敷市)
  - 船元貝塚(倉敷市)
  - 福田貝塚(倉敷市)
- 広島県
  - 洗谷貝塚（福山市）
  - 帝釈峡遺跡群(庄原市・神石高原町)
- 山口県
  - 美濃ヶ浜遺跡（山口市）
  - 月崎遺跡（宇部市）
  - 岩田遺跡(平生町)
  - 川棚条里遺跡(下関市)
- 徳島県
  - 三谷遺跡  (徳島市)
  - 矢野遺跡(徳島市)
  - 田井遺跡（美波町）
  - 加茂宮ノ前遺跡(阿南市)
- 香川県
  - 本郷遺跡（高松市）
  - 沙弥ナカンダ浜遺跡（坂出市）
- 愛媛県
  - 深泥遺跡（愛南町）
  - 平城貝塚（愛南町）
  - 上黒岩岩陰遺跡（久万高原町）
- 高知県
  - 片粕遺跡（土佐清水市）
  - 宿毛貝塚（宿毛市）
  - 居徳遺跡群(土佐市)
  - 木屋ヶ内遺跡（四万十町）

## 九州・沖縄地方
- 福岡県
  - 大原遺跡（福岡市）
  - 板付遺跡（福岡市）
  - 阿恵官衙遺跡（粕屋町）
  - 江辻遺跡（粕屋町）
  - 四箇遺跡群（四箇田団地内より出土）縄文時代から古墳時代にかけての複合遺跡。
  - 山鹿貝塚（芦屋町）
  - 貫川遺跡(北九州市)
- 佐賀県
  - 久保泉丸山遺跡（佐賀市）
  - 東名遺跡（佐賀市）
  - 菜畑遺跡（唐津市）
  - 吉野ヶ里遺跡[1]
- 長崎県
  - 小野A〜F遺跡群（佐世保市相浦地域：旧石器/縄文〜近世）[2]- 世界最古とされる鹿児島県の稲作遺跡に次ぐ縄文時代早期の稲作を示すプラントオパールを検出。稲作のために照葉樹林を伐採した事も判明。
  - 門前遺跡（佐世保市相浦地域：縄文〜近世）- 硬玉製の大珠・硬玉製の玦状耳飾り・国内最古の木棺墓（朝鮮半島より古い）・国内最古建築形式のエンタシス建物跡など[3] [4] [5] [6]。
  - 泉福寺洞窟（佐世保市相浦地域：旧石器時代〜弥生時代）- 豆粒文土器
  - 岩下洞穴（佐世保市相浦地域：旧石器時代〜古墳時代）- 27体の縄文創草期から早期の埋葬人骨が出土。
  - 下本山岩陰遺跡（佐世保市相浦地域）[7]
  - 竹辺A〜E遺跡群（佐世保市相浦地域：旧石器〜近世）[8] [9]
  - 伊古遺跡（雲仙市：草創期〜中世）[10]
  - 小原下遺跡（島原市）- 製鉄遺構[11] [12]
  - 山の寺梶木遺跡（南島原市）- 山ノ寺式土器[13]
  - 吉田遺跡（対馬市）
  - 福井洞窟（佐世保市吉井町：旧石器時代〜縄文時代）
  - 宮の本遺跡（佐世保市相浦地域：縄文草創期〜古墳時代）
  - 伊木力遺跡[14] [15]（旧西彼杵郡多良見町）- 日本最古の桃の種・九州で唯一出土している丸木舟
  - 広久保遺跡（佐世保市江迎町）- 南部九州（鹿児島県）由来と思われる煙道付炉穴[16]。
- 熊本県
  - 大矢遺跡（天草市）
  - 御領貝塚（熊本市）
  - 阿高黒橋貝塚（熊本市）
  - 二子山遺跡（合志市）
  - 無田原遺跡（大津町）
  - 轟貝塚(宇土市)
- 大分県
  - 早水台遺跡（日出町）
  - 横尾遺跡（大分市）
  - 大石遺跡（豊後大野市）
  - 田井原遺跡（竹田市）
- 宮崎県
  - 陣内遺跡（高千穂町）
  - 本野原遺跡（宮崎市）
  - 塚原遺跡（宮崎市）
  - 坂元遺跡 (都城市)
- 鹿児島県
  - 上野原遺跡（霧島市）
  - 栫ノ原遺跡（南さつま市）
  - 掃除山遺跡（鹿児島市）
  - 塞ノ神遺跡（伊佐市）
  - 橋牟礼川遺跡(指宿市)
  - 面縄貝塚(伊仙町)
- 沖縄県
  - 大山貝塚（宜野湾市）
  - 伊波貝塚（うるま市）
  - 仲原遺跡（うるま市）
  - 仲泊遺跡（恩納村）
  - 荻堂貝塚（北中城村）
  - 宇佐浜遺跡（国頭村）